# Église Saint-Michel d'Ijevsk

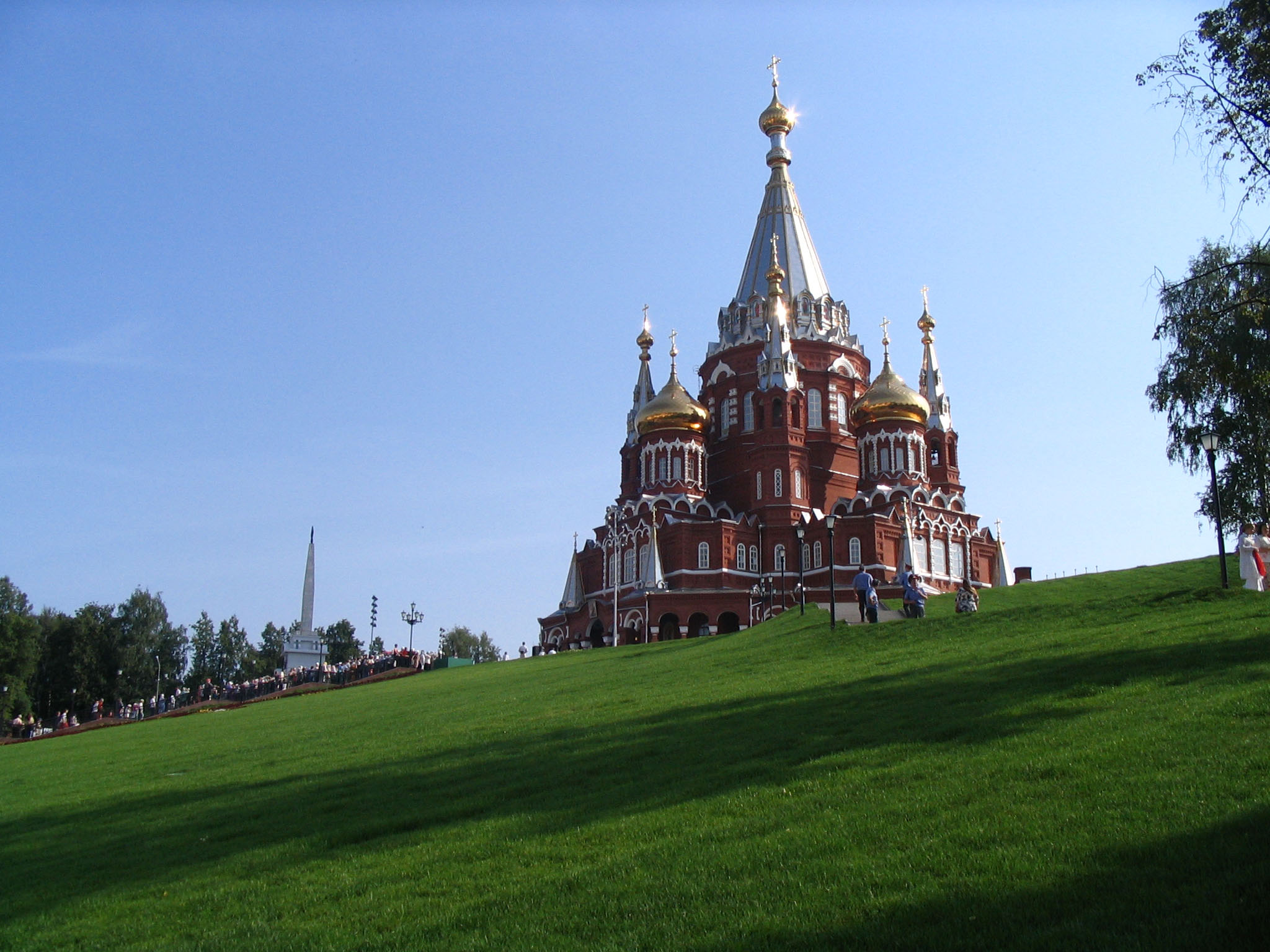
Vue de l'église aujourd'hui

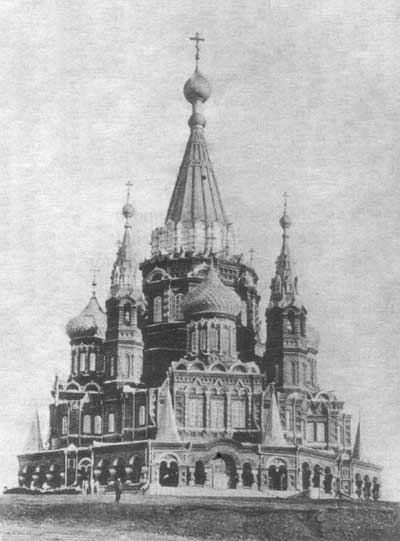
L'église au début du XXe siècle

L'église Saint-Michel ou collégiale de l'Archange-Saint-Michel est une église orthodoxe située à Ijevsk dépendant de l'éparchie (diocèse pour les orthodoxes) d'Oudmourtie en Russie.

## Histoire

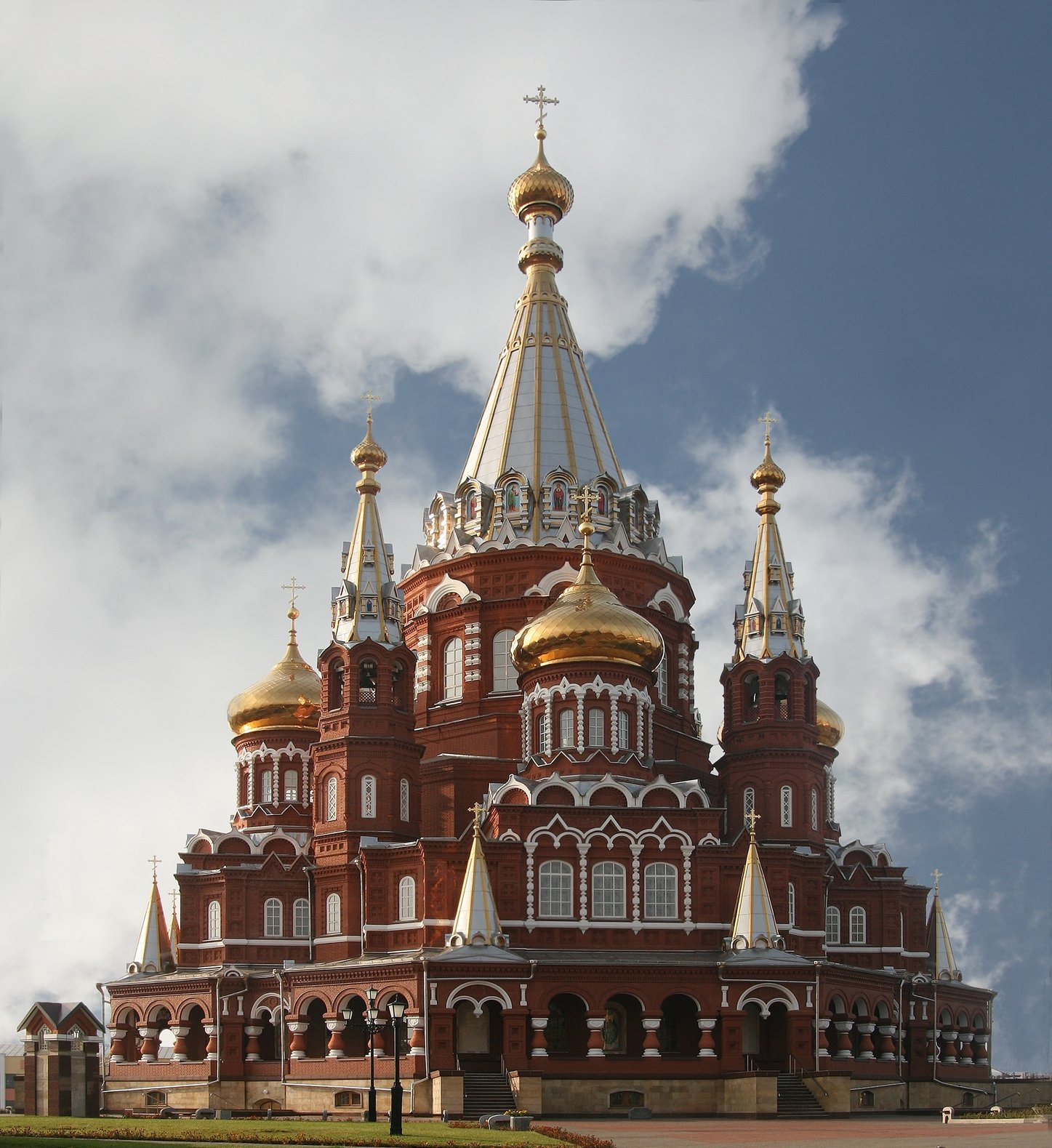
Vue de l'église

L'église se trouve à l'emplacement d'une chapelle construite en 1765 dédiée à la Trinité, détruite par un incendie en 1810. Une église est construite en style néo-byzantin en 1855 dédiée à l'archange saint Michel pour les ouvriers de l'usine d'armement, saint Michel étant le patron des armées. Il est décidé d'en construire une plus grande en style néo-russe, selon les plans d'Ivan Tcharouchine, les ouvriers de l'usine d'armement devant verser 1 % de leur salaire pour son édification. La première pierre est bénite en 1897 et l'église est terminée en 1907, mais sa consécration solennelle n'aura lieu qu'en 1915, à cause des troubles de l'époque. 
L'église est fermée par les autorités locales le 27 mars 1929 et transformée en musée en 1932. Finalement le comité du Parti communiste d'Oudmourtie décide de la détruire. Elle est démolie le 8 avril 1937.
La décision de la reconstruire date de 2000. La première pierre est posée en 2004 et l'église est consacrée au culte pour la fête de Pâques 2007.